# Seychellfody
Seychellfody (Foudia sechellarum) är en fågel i familjen vävare inom ordningen tättingar.

## Utseende och läten
Seychellfodyn är en liten (12–13 cm) och färglöst olivgrön vävare med kraftig svart näbb. Hane i häckningsdräkt har gult ansikte. Hona, ungfågel och hane utanför häckningstid av rödfodyn har liknande utseende, men saknar gul anstrykning över ansiktet och är mer streckad ovan. Bland lätena hörs ett "tsk tsk" och ett tjattrande varnande ljud.

## Utbredning och status
Fågeln förekommer enbart i Seychellerna (Cousin, Cousine och Frégate). IUCN kategoriserar arten som nära hotad.